# Bernardo de Irigoyen (kommunhuvudort)
Bernardo de Irigoyen är en kommunhuvudort i Argentina.   Den ligger i provinsen Misiones, i den nordöstra delen av landet, 1 000 kilometer norr om huvudstaden Buenos Aires. Bernardo de Irigoyen ligger 815 meter över havet och antalet invånare är 10 889.
Terrängen runt Bernardo de Irigoyen är kuperad åt sydost, men åt nordväst är den platt. Bernardo de Irigoyen ligger uppe på en höjd. Runt Bernardo de Irigoyen är det glesbefolkat, med 18 invånare per kvadratkilometer..
Trakten runt Bernardo de Irigoyen består till största delen av jordbruksmark.